# Salvius (Tryphon)
Salvius war ein Sklave auf Sizilien und einer der bedeutendsten Anführer des zweiten Sklavenaufstands gegen die Römer Ende des 2. Jahrhunderts v. Chr.
Wie Eunus im ersten Sklavenaufstand nahm auch Salvius den Königstitel an und nannte sich in Anknüpfung an das hellenistische Königtum mit griechischem Namen Tryphon. Später gab er sich jedoch mehr römisch, trug eine Purpurtoga und hatte Liktoren mit Rutenbündeln in seinem Gefolge.
Nach dem Tod des Salvius wurde Athenion, sein Stratege, zum neuen König gewählt.